# Sjoerd Ars
Sjoerd Ars (pronuncia olandese [ˈʃuːrt ˈɑrs]; Terborg, 15 aprile 1984) è un ex calciatore olandese, di ruolo attaccante.
Durante la sua carriera ha segnato più di 210 gol in 430 incontri da professionista.

## Caratteristiche tecniche
Centravanti prolifico, può svariare su tutto il fronte offensivo giocando anche come esterno d'attacco.

## Carriera
Prodotto delle giovanili del Feyenoord, nel 2002 si accasa al De Graafschap. Dopo tre anni e una dozzina di presenze in seconda divisione e un paio di gol, passa all'Omniworld, restando in seconda divisione olandese. Alla sua prima stagione con la nuova maglia, mette a segno 17 gol in 36 giornate, firmando tre doppiette e un gol al suo ex De Graafschap (3-3) e piazzandosi quinto tra i marcatori. L'anno dopo si trasferisce al Go Ahead, restando nella seconda serie del calcio olandese: firma 18 gol e quattro doppiette, raggiungendo la sesta posizione tra i capocannonieri. Alla sua seconda annata con gli Eagles, realizza 16 reti, prima di passare al Roosendaal, dove marca 33 gol in 74 giornate di campionato, mettendo a segno quattro doppiette in due stagioni. Il 18 gennaio 2010, realizza quattro reti nel giro di dieci minuti tra il 44' e il 54' nella sfida di campionato vinta 4-1 contro il Dordrecht. Nella stagione 2010-2011 firma con il PEC Zwolle, restando per il sesto anno di fila in seconda divisione olandese: termina la stagione segnando 28 gol, tra cui 5 doppiette e 2 triplette, in 33 turni di campionato, sfiorando il titolo di miglior marcatore dell'edizione, titolo che va per un gol di distacco a Johan Veskamp. Nell'estate seguente, il Levski Sofia lo preleva in cambio di € 350.000. Realizza 6 gol in 14 giornate del campionato bulgaro, esordendo e andando in gol per due volte in Europa League contro lo Spartak Trnava segnando un gol sia all'andata sia al ritorno (entrambi terminati sul 2-1), ma la sfida di ritorno è persa ai rigori. Nel marzo 2012, si trasferisce in prestito oneroso per € 150.000 ai cinesi del Tianjin Teda: segna all'esordio, alla prima giornata del campionato cinese, l'11 marzo 2012 contro il Dalian (1-0), decidendo l'incontro con un gol all'82'. Gioca anche 6 match di AFC Champions League senza andare a segno e realizza altre 12 reti in campionato, finendo al quarto posto nella classifica marcatori. Tornato a Sofia, nel gennaio 2013 è rispedito in prestito oneroso in cambio di € 30.000 al Konyaspor, in Turchia: firma una tripletta all'esordio, il 10 febbraio 2013 contro l'Adana Demirspor, concludendo l'annata con 8 gol in 17 incontri nel secondo livello turco. Il 17 luglio 2013, il Levski Sofia lo cede al Karsiyaka, in seconda divisione turca, per € 150.000. Dopo una stagione durante la quale sigla 9 reti in campionato, decide di tornare in patria, accordandosi con il NEC: mette a segno 28 reti in 35 turni nella seconda divisione olandese, realizzando quattro doppiette e due triplette, contribuendo al successo del NEC in campionato e vincendo la classifica capocannonieri. Dopo un paio di incontri in Eredivisie, passa dal club di Nimega al NAC Breda, tornando in seconda serie: realizza sei doppiette, 21 gol totali in campionato, firmando con gli ungheresi dell'Haladas a fine stagione.

## Palmarès

### Club

#### Competizioni nazionali
- Eerste Divisie: 1

NEC: 2014-2015

### Individuale
- Capocannoniere dell'Eerste Divisie: 1

2014-2015 (28 gol)